# 루이 노타리 도서관
루이 노타리 도서관(프랑스어: Bibliothèque Louis Notari)은 모나코에 위치한 국립도서관으로, 1909년에 설립되었다. 도서관의 이름은 모나코의 작가 루이 노타리에서 따온 것이다.